# Козівська сільська територіальна громада
Козівська сільська громада — територіальна громада в Україні, в Стрийському районі Львівської області. Адміністративний центр — село Козьова.
Площа громади — 445 км², населення — 11 557 мешканців (2020).

## Населені пункти
У складі громади 24 села:
- Верхнячка
- Довжки
- Долинівка
- Жупани
- Завадка
- Задільське
- Климець
- Козьова
- Красне
- Криве
- Матків
- Мита
- Мохнате
- Нагірне
- Орява
- Орявчик
- Плав'я
- Погар
- Риків
- Росохач
- Сможе
- Сухий Потік
- Тисовець
- Тухолька